# Ferdy Doernberg
Ferdinand "Ferdy" Doernberg (Bad Hersfeld, Njemačka, 10. lipnja 1967.) je njemački heavy metal glazbenik, klavijaturist, gitarist, pjevač i producent.

## Životopis
Doernberg je rođen kao sin evangelističkog pastora, Martina Doernberga. Godine 1973. počeo je svirati glasovir, kasnije svira gitare i trube. 
Prvi sastav gdje je Doernberg svirao bio The Wabbles. Godine 1989. Doernberg osnovao je sastav Rough Silk gdje svira do danas. Godine 1998. pridružio se sastavu gitarista Axela Rudija Pella. Prvi samostalni album objavio je 1995., drugi 2000., i treći 2006.
Doernberg je također glazbeni producent i glazbenik. Ima vlastiti studio Droehnwerku u Bad Nenndorfu. Bio je koncertni glazbenik sastava kao što su Therion, Gamma Ray i Freedom Call.
Godine 2009. objavljen je novi album sastava Rough Silk.

## Diskografija
Axel Rudi Pell
- Oceans of Time (1998.)
- The Masquerade Ball (2000.)
- Shadow Zone (2002.)
- Kings and Queens (2004.)
- Mystica (2006.)
- Diamonds Unlocked (2007.)
- Tales of the Crown (2008.)
- The Crest (2010.)
- Circle of the Oath (2012.)
- Into the Storm (2014.)
- Game of Sins (2016.)
- Knights Call (2018.)
- Sign of the Times (2020.)
- Diamonds Unlocked II (2021.)
- Lost XXIII (2022.)

Rough Silk
- Roots of Hate (1993.)
- Walls of Never (1994.)
- Circle of Pain... ...or; The Secret Lies of Timekeeping (1996.)
- Mephisto (1997.)
- Beyond the Sundown (1998.)
- Symphony of Life (2001.)
- End of Infinity (2003.)
- A New Beginning (2009.)
- The Good, the Bad and the Undead (2012.)
- Progressive Oil-Pop (2018.)

Roland Grapow
- The Four Seasons of Life (1997.)
- Kaleidoscope (1999.)

Taraxacum
- Spirit of Freedom (2001.)
- Rainmaker (2003.)